# Monestir de Motsameta
El monestir de Motsameta (en georgià: მოწამეთა) és un complex de monestirs a Geòrgia, a la regió d'Imerècia, aproximadament a 6 km al nord-est del centre de Kutaisi. El monestir està pintorescament situat al penya-segat d'un promontori al revolt del riu Ckalcitela, que és un afluent del riu Rioni.

## Història

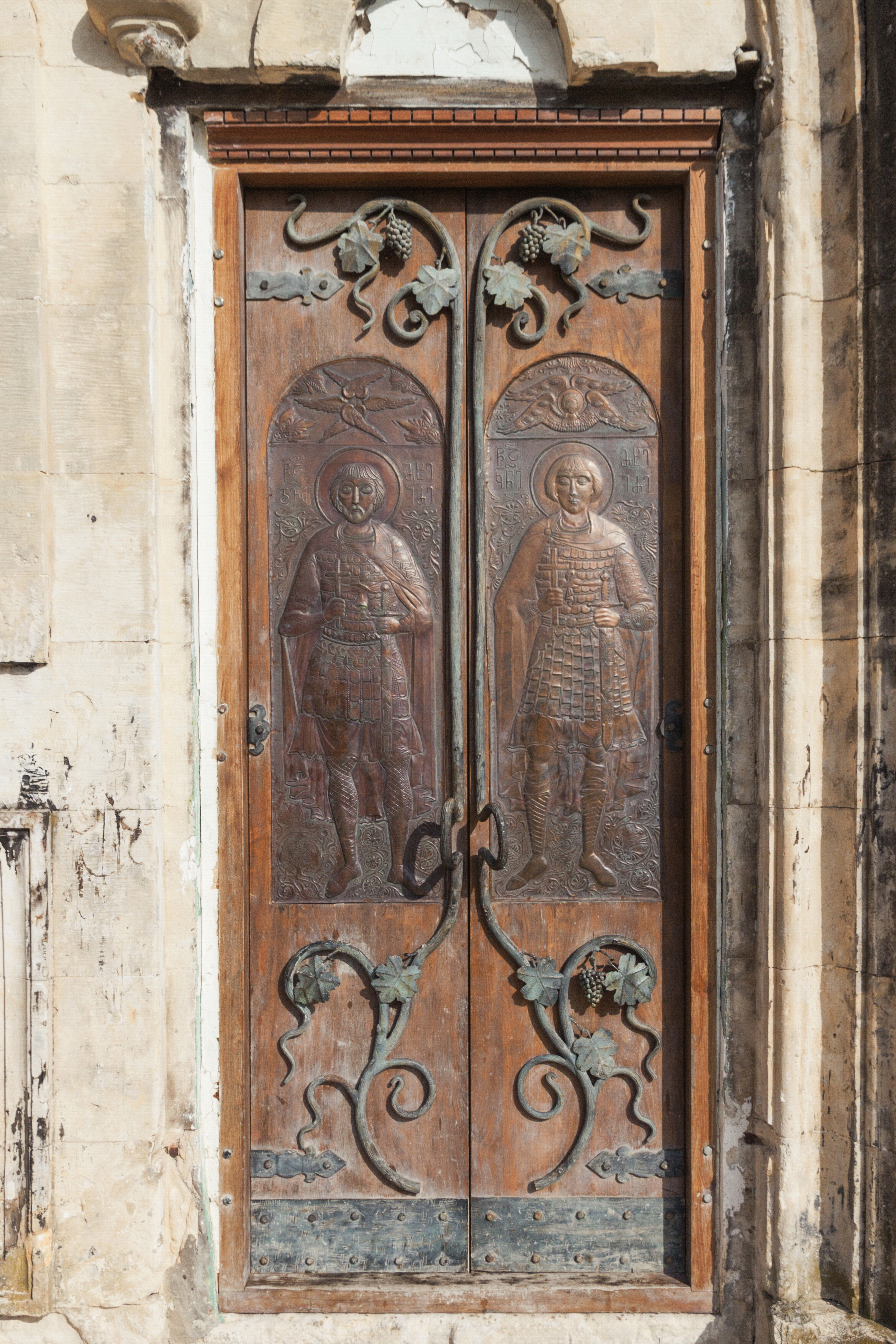
Porta amb les representacions dels germans màrtirs David i Constantí.

El seu nom, el significat del qual és 'lloc dels màrtirs', està relacionat amb els germans d'una noble família d'Argvetia, David i Constantí, que al segle VIII van organitzar una rebel·lió contra els ocupants àrabs.
Quan la rebel·lió va fracassar, van ser capturats i després se'ls va prometre el perdó a canvi de convertir-se a l'islam. Ningú va acceptar l'oferta, i aleshores foren torturats i assassinats, i després els seus cossos van ser llançats al riu. L'aigua es va tornar vermella i en memòria d'aquest esdeveniment, el riu es va anomenar «Ckalcitela», que significa 'aigua vermella'. Segons la història, les restes dels germans van ser capturades pels lleons i traslladades al pujol, on es troba el monestir de Gelati. Més tard, l'Església ortodoxa georgiana els va reconèixer com a sants, i al segle xi, el rei Bagrat IV de Geòrgia va fundar un temple al lloc. Els oficials bolxevics esperaven el 1923 portar les restes de David i Constantí del monestir de Gelati al Museu de Kutaisi, però això va causar un escàndol tan gran que les relíquies es van retornar ràpidament i encara són als monestirs.
Segons la llegenda, hi ha un passatge secret entre els monestirs de Motsameta i el monestir de Gelati, utilitzat durant les guerres.